# جاناتان کوریا دا فونسکا
جاناتان کوریا دا فونسکا (انگلیسی: Jonathan Correia Da Fonseca؛ زادهٔ ۱۳ فوریهٔ ۱۹۹۴) بازیکن فوتبال اهل موناکو است که در پست مدافع چپ بازی می‌کند.
از باشگاه‌هایی که در آن بازی کرده‌است می‌توان به باشگاه فوتبال نیس و باشگاه فوتبال گنگام اشاره کرد.